# Liverpool 8
Albums de Ringo Starr
Ringo Starr: Live at Soundstage
(2007) Ringo 5.1: The Surround Sound Collection
(2008)
Liverpool 8 est le 15e album studio de Ringo Starr. Il a été publié le 14 janvier 2008 (le 15 aux États-Unis) et marque le retour de l'artiste chez EMI, pour la première fois depuis son départ de la maison de disques en 1975. Il a été produit par Ringo, Mark Hudson et Dave Stewart.

## Titres
Les chansons sont de Richard Starkey, Mark Hudson, Gary Burr et Steve Dudas, sauf indication contraire.
| No  | Titre                      | Auteur                                                        | Durée |
| --- | -------------------------- | ------------------------------------------------------------- | ----- |
| 1.  | Liverpool 8                | Richard Starkey/Dave Stewart                                  | 4:49  |
| 2.  | Think About You            |                                                               | 3:40  |
| 3.  | For Love                   | Richard Starkey/Mark Hudson                                   | 3:49  |
| 4.  | Now That She's Gone Away   | Richard Starkey/Mark Hudson/Gary Burr                         | 3:02  |
| 5.  | Gone Are the Days          | Richard Starkey/Mark Hudson/Dave Stewart                      | 2:49  |
| 6.  | Give It a Try              | Richard Starkey/Mark Hudson/Steve Dudas                       | 3:26  |
| 7.  | Tuff Love                  |                                                               | 4:33  |
| 8.  | Harry's Song               |                                                               | 4:00  |
| 9.  | Pasodobles                 | Richard Starkey/Mark Hudson/Gary Burr/Steve Dudas/Dean Grakal | 4:17  |
| 10. | If It's Love That You Want |                                                               | 3:06  |
| 11. | Love Is                    |                                                               | 3:52  |
| 12. | R U Ready?                 |                                                               | 3:59  |

## Personnel
- Ringo Starr : Chant, chœurs, batterie, percussions, orgue
- Dave Stewart : Guitares acoustique et électrique, guitare slide, chœurs
- Gary Burr : Guitares acoustique et électrique, mandoline, claviers, chœurs
- Steve Dudas : Guitares classique et électrique, chœurs
- Mark Hudson : Guitares acoustique et électrique, basse, claviers, mellotron, piano, bongos, harmonica, chœurs
- Jesse Davey : Guitare électrique
- Sean Hurley : Basse
- Dave Way : Basse
- Zac Rae : Claviers
- Suzie Katayama : Arrangements et direction de l'orchestre
- Keith Allison, Bruce Sugar, Brent Carpenter  : Choeurs